# Зеньковский городской совет
Зеньковский городской совет (укр. Зіньківська міська рада) — входит в состав
Зеньковского района
Полтавской области
Украины.
Административный центр городского совета находится в 
г. Зеньков.

## Населённые пункты совета
- г. Зеньков
- с. Гусаки
- с. Дубовка
- с. Пилипенки
- с. Севериновка
- с. Хмаровка